# Ralf Wegner
Ralf Wegner (* 1984 in Kiel) ist ein deutscher Schauspieler.

## Leben
Ralf Wegner wurde 1984 in Kiel geboren. Von 2005 bis 2008 ließ er sich am Schauspielstudio Frese in Hamburg zum Schauspieler ausbilden. Es folgten Auftritte an verschiedenen Theatern, wie Schauspielhaus Kiel, Junges Theater Göttingen, Landestheater Linz („u\hof“) und Junges Staatstheater Karlsruhe (2011–2013).

## Filmografie (Auswahl)

### Fernsehserien
- 2009: Kommissar LaBréa – Mord in der Rue St. Lazare
- 2012: Tatort: Spiel auf Zeit
- 2015: Tatort: Preis des Lebens

### Film
- 2008: Fleisch ist mein Gemüse
- 2009: Vater Morgana

## Theater (Auswahl)
- 2007:	Am Strand der weiten Welt, Schauspielhaus Kiel
- 2007:	Sturm vor der Ruhe, Haus III&70 Hamburg
- 2007–2008: Die Räuber, Schauspielhaus Kiel
- 2008:	Die fetten Jahre sind vorbei, Junges Theater Göttingen
- 2008–2010: Clyde & Bonnie, Dschungel Wien, TAO Graz, Fleetstreet Hamburg, Landestheater Linz
- 2009–2011: Festes Ensemblemitglied beim Landestheater Linz u\hof:
- 2009–2010: Frankensteins Sohn, Landestheater Linz u\hof:
- 2010:	Schmiere Stehn, Landestheater Linz u\hof:
- 2010:	Frühlings Erwachen!Landestheater Linz u\hof:
- 2010:	Die Blutgräfin, Stadtkeller Linz – Musentempel
- 2010:	Romeo und Julia, Landestheater Linz
- 2010:	Shanti und der Tiger, Landestheater Linz u\hof:
- 2010:	Wir sind Linz, Landestheater Linz u\hof:
- 2011:	Du Hitler, Landestheater Linz u\hof:
- 2011:	Ente, Tod und Tulpe, Landestheater Linz u\hof:
- 2011:	Die Insel, Landestheater Linz u\hof:
- 2012:	Verrücktes Blut, Badisches Staatstheater Karlsruhe
- 2012:	Gilgamesch, Junges Staatstheater Karlsruhe
- 2012:	Tschick, Junges Staatstheater Karlsruhe
- 2015:	Die Räuber, Badisches Staatstheater Karlsruhe
- 2017:	Der satanarchäolügenialkhohöllische Wunschpunsch, Staatstheater Oldenburg
- 2018:	Romeo und Julia, Junges Nationaltheater Mannheim

## Synchronisation / Hörspiel
- 2007: Gekauftes Glück, Hörbuch-Episode
- 2007: Rasputin, Hörbuch Episode
- 2007: Call of Duty 5, Computerspiel
- 2010: Niveau ist keine Hautcreme, Hörspiel